# Cantón de Anglure
El cantón de Anglure era una división administrativa francesa, que estaba situada en el departamento de Marne y la región de Champaña-Ardenas.

## Composición
El cantón estaba formado por dieciocho comunas:
- Allemanche-Launay-et-Soyer
- Anglure
- Bagneux
- Baudement
- La Celle-sous-Chantemerle
- La Chapelle-Lasson
- Clesles
- Conflans-sur-Seine
- Esclavolles-Lurey
- Granges-sur-Aube
- Marcilly-sur-Seine
- Marsangis
- Saint-Just-Sauvage
- Saint-Quentin-le-Verger
- Saint-Saturnin
- Saron-sur-Aube
- Villiers-aux-Corneilles
- Vouarces

## Supresión del cantón de Anglure
En aplicación del Decreto n.º 2014-208 de 21 de febrero de 2014, el cantón de Anglure fue suprimido el 22 de marzo de 2015 y sus 18 comunas pasaron a formar parte del nuevo cantón de Vertus-Llanura de Champaña.